# Finn Ross
Finn Ross (* 1982 in Aberdeen) ist ein britischer Videodesigner.

## Leben und Werk
Finn Ross studierte an der Central School of Speech and Drama in London und übernahm rasch die Zuständigkeit für Projektionen und Video in Theater- und Opern-Produktionen. Er sieht sich als Spezialisten für Live-Aufführungen und integriert Live-Mitschnitte, Aufzeichnungen und Animationen, sowie „anything else you can imagine“ [alles, was man sich vorstellen kann] zu einer neuen Theater-Bildsprache. Insofern zählt Ross zu den Pionieren des Videodesigns auf der Bühne. Er arbeitet bewusst in allen möglichen Genres, sei es Sprechtheater, Musical oder Oper, von Fringe über Pop bis zum Broadway. Ross liefert seinen Auftraggebern nicht nur content, sondern auch die technischen Geräte, das equipment, um einen reibungslosen Ablauf der Videoprojektionen zu sichern.
Schnell etablierte Ross tragfähige Arbeitsbeziehungen zu den Regisseuren John Fulljames, Rufus Norris, Simon McBurney und Katie Mitchell und wurde an wichtige Bühnen eingeladen, das Grand Theatre Leeds, die English National Opera, De Nederlandse Opera und die Metropolitan Opera. Ross arbeitet auch regelmäßig in Österreich: 2010 debütierte er bei den Bregenzer Festspielen, 2011 im Theater an der Wien. 2012 war die legendäre Meister-und-Margarita-Dramatisierung von Simon McBurney des Londoner Barbican Centre, an der Ross mitgearbeitet hatte, bei den Wiener Festwochen zu sehen. 2014 folgten seine Debüts am Wiener Burgtheater und bei den Salzburger Festspielen. Überraschenderweise erhielt der Künstler zweimal den renommierten Laurence Olivier Award, obwohl dieser Preis noch über keine Kategorie für Videodesign verfügt. 2013 wurde er gemeinsam mit der Bühnenbildnerin Bunny Christie für The Curious Incident of the Dog in the Night-time am Royal National Theatre in London ausgezeichnet, 2014 gemeinsam mit dem Lichtdesigner Tim Lutkin für Lucy Kirkwoods neuem Stück Chimerica. Die Inszenierung von Lyndsay Turner wurde mit insgesamt fünf Olivier-Awards prämiert. Für Juni 2015 ist eine halbszenische Aufführung von Beethovens Missa solemnis mit dem San Francisco Symphony unter Michael Tilson Thomas in Vorbereitung.

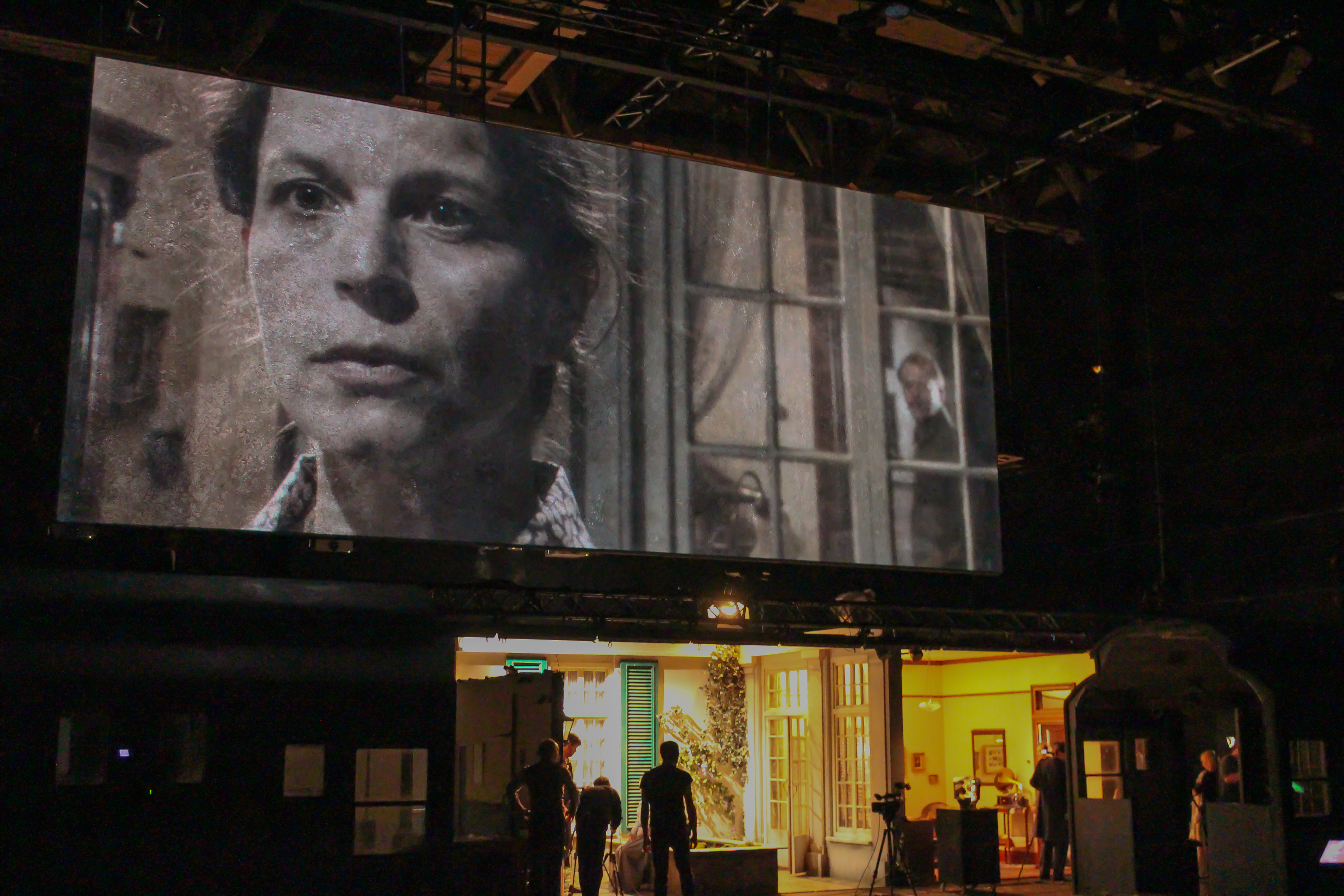
Forbidden Zone, Salzburger Festspiele 2014

## Ausgewählte Produktionen
- 2009: The Excursion of Mr. Broucek von Leoš Janáček (Regie: John Fulljames), Grand Theatre Leeds
- 2010: Don Giovanni von Wolfgang Amadeus Mozart (Regie: Rufus Norris), English National Opera (ENO)
- 2010: Das Portrait von Mieczysław Weinberg (Regie: John Fulljames), Bregenzer Festspiele, auch 2011 am Pfalztheater Kaiserslautern
- 2011: Sunset Boulevard von Andrew Lloyd Webber (Regie: Shaun Kerrison/Anthoula Papadakis), Göteborgsoperan
- 2011: The Turn of the Screw von Benjamin Britten (Regie: Robert Carsen), Theater an der Wien
- 2011: Eugen Onegin von Pjotr Iljitsch Tschaikowski (Regie: Deborah Warner), ENO, auch 2013 an der Metropolitan Opera New York (Regie: Fiona Shaw)
- 2012: Der Meister und Margarita von Michail Bulgakow (Regie: Simon McBurney), Barbican Centre London, danach auch Festival d’Avignon und Wiener Festwochen
- 2012: Die Ringe des Saturn nach W. G. Sebald (Regie: Katie Mitchell), Schauspiel Köln und Festival d’Avignon
- 2012: The Death of Klinghoffer von Alice Goodman und John Adams (Regie: Tom Morris), ENO, auch 2014 an der Met in New York
- 2012: Die Zauberflöte von Wolfgang Amadeus Mozart (Regie: Simon McBurney), De Nederlandse Opera und 2014 beim Festival Aix-en-Provence
- 2014: Wunschloses Unglück von Peter Handke (Regie: Katie Mitchell), Burgtheater Wien im Kasino am Schwarzenbergplatz
- 2014: Forbidden Zone von Duncan Macmillan (Regie: Katie Mitchell), Salzburger Festspiele, anschließend Schaubühne am Lehniner Platz, Berlin
- 2014: Les pêcheurs de perles von Georges Bizet (Regie: Lotte de Beer), Theater an der Wien

## Auszeichnungen
- 2013: Laurence Olivier Award für bestes Bühnenbild (gemeinsam mit Bunny Christie) für The Curious Incident of the Dog in the Night-time
- 2014: Laurence Olivier Award für bestes Lichtdesign (gemeinsam mit Tim Lutkin) für Chimerica